# Котар-ва-Хасіс
Котар-ва-Хасіс (івр. כושר וחסיס) — угаритський бог, ім'я якого означає «Вмілий-та-мудрий», «Спроможний-та-спритний», або «Спритний-та-кмітливий». Ще одне з його імен, Hayyan hrs yd, означає «Спритний з двома руками» або «Вмілі руки». Котар — це коваль, майстер, інженер, архітектор та винахідник. Він також є віщуном і магом, який створює священні слова та заклинання. Частково тому, що в багатьох культурах, які знали обробку металу, це ремесло асоціаціювали з магією. Божественне ім’я «Ка-ша-лу» в стародавніх текстах Ебла свідчить про те, що він був відомий у Сирії ще наприкінці третього тисячоліття до н. е.
Котар-ва-Хасіс допомагав Ваалу в його боях, про що докладно розповідається в Циклі про Ваала. Котар також створив красиві меблі, прикрашені сріблом та золотом, які він подарував Ашері. Також він побудував палац Ваала зі срібла, золота, лазуриту й запашного кедрового дерева. Ще одним важливим вчинком було відкриття вікна, через яке пішли дощі Ваала, удобрюючи землю й забезпечуючи продовження життя.
Місцем проживання Котара був Єгипет (угаритською мовою читається, як «hikaptah» і походить від єгипетського ḥwt kꜣ ptḥ, «Будинок kꜣ (двійник) Птаха»). У тексті є посилання на Мемфіс і, паралельно, запис «kptr», що означає «Кафтор». У Мемфісі знаходився храм Птаха, єгипетського бога, відповідального за ремесла, ім'я якого означає «Відкривач».
У своїй книзі про Цикл Ваала Марк С. Сміт зазначає, що ім'я «Відкривач», можливо, було дане Котару через плутанину. Відповідно до фінікійської релігії та згідно з Мохом із Сидону, про що пишется в книзі Дамасція «De principiis», Хусор (ім’я Котара у фінікійському варіанті грецької мови) був першим «відкривачем». Припускаючи західносемітський корінь *pth, «відкривати», автор стверджує, що ця назва є грою слів з ім'ям єгипетського бога Птаха.
Далі Сміт пояснює, що різні місця проживання Котара є наслідком широкого географічного поширення торгівлі металургійними та ремісничими товарами: від Єгипту, через Середземне море, до Угариту. А Котар вважався божественним покровителем цих ремесел.
Котар відігравав незначну роль у давньоєгипетській релігії, будучи міфологічним будівельником каплиць для найбільш важливих єгипетських божеств. Його давньогрецьким аналогом є Гефест.

## Додаткова література для читання
- Gibson, J. C. L., originally edited by G. R. Driver. Canaanite Myths and Legends. Edinburgh: T. and T. Clark, Ltd., 1956, 19 77.
- Morris,Sarah Daidalos and the Origins of Greek Art. Princeton University Press, Apr. 9, 1995.
- Meeks, Dimitri, and Christine Favard-Meeks. Daily Life of the Egyptian Gods. Translated by G. M. Goshgarian. Cornell University Press. 1996.
- Smith, Mark S. The Ugaritic Baal Cycle. Volume 1: Introduction with Text, Translation & Commentary of KTU 1.1–1.2. Supplements to Vetus Testamentum, Volume LV. Leiden, The Netherlands: E. J. Brill, 1994.